# Club Atlético Rosario Central
Il Club Atlético Rosario Central, chiamato comunemente solo Rosario Central, è una società calcistica argentina con sede nella città di Rosario. Gioca nella Primera División, la massima divisione del campionato argentino di calcio. È una delle squadre più antiche d'Argentina e del mondo.
Il Rosario Central è una delle squadre più vittoriose con sede fuori dalla capitale argentina Buenos Aires, essendo riuscito a vincere il massimo campionato argentino cinque volte (l'ultimo risale alla stagione 2023). Nel 1995 è riuscito anche a vincere a livello internazionale, portando a casa la Coppa Conmebol (precursore della Coppa Sudamericana): grazie a questa vittoria, ad oggi è l'unica squadra della provincia di Santa Fe ad aver vinto un titolo internazionale.
I gialloblù hanno una storica rivalità con il Newell's Old Boys, scontrandosi con la Lepra nel Clásico Rosarino. Le partite casalinghe del Rosario Central vengono disputate nel Gigante de Arroyito, soprannome dell'Estadio Dr. Lisandro de la Torre, il più grande di Rosario.

## Storia
Il Central Argentine Railway Athletic Club fu fondato il 24 dicembre 1889 da operai ferroviari inglesi; il primo presidente fu Colin Calder. Quando le compagnie Ferrocarril Central Argentino e Buenos Aires Railway si fusero nel 1903, il nome del club fu cambiato in Club Atlético Rosario Central.
I colori originali della divisa erano rossi e bianchi; più tardi cambiarono in bianco e infine nell'attuale divisa a strisce verticali oro-blu.
La squadra giocò nel campionato cittadino di Rosario fino al 1939, quando si iscrisse nella Primera División insieme ai rivali cittadini del Newell's Old Boys. Il Rosario Central retrocesse nel 1942 e nel 1951; in queste due occasioni raggiunse la promozione nella stagione immediatamente successiva. Il Rosario Central vinse il campionato nazionale nel 1971 e ancora nel 1973: quest'ultimo fu il primo dei tanti risultati ottenuti dall'allora allenatore Carlos Timoteo Griguol.
Nel 1974 il Central acquistò l'attaccante Mario Kempes dall'Instituto di Córdoba. Dopo sette anni senza successi il Central vinse il Nacional 1980 con il veterano Ángel Tulio Zof in panchina. Quella squadra fu chiamata "La Sinfónica" per la bellezza del suo calcio.
Dopo alcuni anni con brutti risultati, nel 1985 la squadra retrocesse, ma tornò l'anno seguente in Primera División, vincendo subito il campionato 1986/1987.
Nel 1995 il Rosario Central vinse il suo primo titolo internazionale, la Coppa CONMEBOL (attualmente Copa Sudamericana). Ha all'attivo dieci partecipazioni alla Coppa Libertadores, il terzo numero di presenze dopo Boca Juniors e River Plate.
Nel 2010 la società è stata in amministrazione controllata.

## Colori e simboli

### Soprannomi
Il soprannome comune del Rosario Central è Canallas ("canaglie", un insulto molto lieve) in quanto negli anni venti la società rifiutò di giocare un match di beneficenza per una clinica che curava i lebbrosi; la squadra rivale del Newell's guadagnò il soprannome Leprosos ("lebbrosi") andando a giocare la partita in questione.
In una conferenza stampa del gennaio 2007 per presentare la nuova divisa, Roberto Fontanarrosa, nativo di Rosario, revisionò la dizione e la forma scritta del soprannome del Central. La nuova forma scritta che diede fu Canayas.

## Strutture

### Stadio
Il Rosario Central gioca le gare interne nello Stadio Gigante de Arroyito, posto all'incrocio tra Avellaneda Boulevard e Génova Avenue, nel quartiere Lisandro de la Torre, popolarmente noto come Arroyito ("Ruscelletto"), situato nel nord-est della città.
Aveva una capienza ufficiale di 41.654 posti, ma in occasione dei Mondiali 1978 tenuti in Argentina questa fu elevata a 45.000 spettatori; l'Argentina dovette giocare le tre partite del secondo turno nel Gigante de Arroyito, essendosi qualificata al secondo posto nel proprio girone alle spalle dell'Italia. L'idolo locale Kempes fu spinto dal tifo e divenne il capocannoniere del torneo, segnando 4 dei suoi 6 gol proprio a Rosario.lo stadio è stato ristrutturato nel 2024, secondo le norme fifa e ampliato a 49.000 posti.

## Il CA Rosario Central nella cultura di massa
Nella stagione 1971 il Central vinse il titolo sconfiggendo in semifinale i rivali del Newell's con una rete di Aldo Poy che, segnata con uno spettacolare tuffo e un morbido colpo di testa, divenne celebre come Palomita de Poy. Tale fu la sua importanza che da allora la rete viene rimessa in scena, protagonista lo stesso Poy, ogni 19 dicembre in un luogo diverso, al punto che la Palomita è stata candidata all'inserimento nel Guinness dei primati come "il gol più celebrato della storia".
Ernesto Che Guevara, nativo di Rosario, era notoriamente tifoso delle Canayas (infatti la sua effigie è riportata in svariati stendardi dai sostenitori del Central); una delle più recenti rievocazioni della suddetta Palomita de Poy è stata non a caso inscenata a Cuba, con Ernesto Guevara, il figlio del "Che", nel ruolo di "assist-man"

## Calciatori
Negli anni settanta, ebbe particolare fama il centrocampista Tomás Carlovich, ritenuto da molti uno dei giocatori più forti della propria epoca: si espose anche Diego Armando Maradona, dicendo che era più forte di lui.

## La coreografia più grande al mondo
Nel 2017, in occasione del derby col Newell's Old Boys, (poi vinto per 1-0) i tifosi del Rosario Central hanno esibito una coreografia lunga 500 metri e alta 40 che ha avvolto tre quarti dello stadio Gigante de Arroyito, è il “banderazo” più grande mai realizzato. Lo hanno disegnato 400 fra tifosi e artisti di strada.

## La bandiera più grande al mondo
Nel 2009 i tifosi del Rosario Central, per il 120º anniversario del club, prepararono uno striscione di 4.300 metri, all'epoca il più grande mai esistito. Tuttavia questo record è stato battuto dai tifosi del River Plate nel 2012 con uno striscione di quasi 7.900 metri.

## Palmarès

### Competizioni regionali
- Coppa Santa Fe: 1

2017
- Copa Nicasio Vila: 10

1908, 1914, 1915, 1916, 1917, 1919, 1923, 1927, 1928, 1930

### Competizioni nazionali
- Campionato argentino: 4

Nacional 1971, Nacional 1973, Nacional 1980, 1986-1987
- Copa de la Liga Profesional: 1

2023
- Copa Argentina: 1

2017-2018
- Copa Concurso por Eliminación: 1

1913
- Copa Ibarguren: 1

1915
- Copa de Honor: 1

1916
- Copa de Competencia Jockey Club: 1

1916
- Copa de Competencia Asociación Amateurs: 1

1920
- Primera B Nacional: 4

1942, 1951, 1985, 2012-2013

### Competizioni internazionali
- Coppa CONMEBOL: 1

1995

### Altri piazzamenti
- Campionato argentino:

Secondo posto: Nacional 1970, Metropolitano 1974, Nacional 1974, Apertura 1999
Terzo posto: Clausura 1994, Apertura 1997, 2015
- Copa Argentina:

Finalista: 2013-2014, 2014-2015, 2015-2016
Semifinalista: 1969, 2016-2017
- Supercopa Argentina:

Finalista: 2018
- Copa Diego Armando Maradona:

Finalista: 2020-2021
- Trofeo de Campeones de la Liga Profesional:

Finalista: 2023
- Coppa Libertadores:

Semifinalista: 1975, 2001
- Coppa CONMEBOL:

Finalista: 1998
Semifinalista: 1996
- Copa de Oro:

Semifinalista: 1996
- Coppa Master di Coppa CONMEBOL:

Semifinalista: 1996

## Organico

### Rosa 2025
Rosa aggiornata al 15 luglio 2025.
| N. |                      | Ruolo | Calciatore         |
| -- | -------------------- | ----- | ------------------ |
| 1  | Argentina (bandiera) | P     | Jorge Broun        |
| 2  | Argentina (bandiera) | D     | Carlos Quintana    |
| 3  | Paraguay (bandiera)  | D     | Agustín Sández     |
| 5  | Argentina (bandiera) | C     | Franco Ibarra      |
| 6  | Argentina (bandiera) | D     | Juan Komar         |
| 7  | Argentina (bandiera) | C     | Maximiliano Lovera |
| 8  | Argentina (bandiera) | C     | Jonathan Gómez     |
| 9  | Argentina (bandiera) | A     | Alejo Veliz        |
| 10 | Argentina (bandiera) | C     | Victor Malcorra    |
| 11 | Argentina (bandiera) | A     | Ángel Di María     |
| 15 | Uruguay (bandiera)   | D     | Facundo Mallo      |
| 16 | Paraguay (bandiera)  | D     | Enzo Giménez       |
| 17 | Argentina (bandiera) | C     | Santiago Segovia   |
| 20 | Argentina (bandiera) | P     | Axel Werner        |

| N. |                      | Ruolo | Calciatore            |
| -- | -------------------- | ----- | --------------------- |
| 21 | Argentina (bandiera) | A     | Santiago López        |
| 22 | Argentina (bandiera) | A     | Enzo Copetti          |
| 23 | Argentina (bandiera) | C     | Augusto Solari        |
| 24 | Argentina (bandiera) | D     | Juan Valentín Giménez |
| 26 | Argentina (bandiera) | C     | Giovanni Cantizano    |
| 27 | Argentina (bandiera) | A     | Gaspar Duarte         |
| 30 | Argentina (bandiera) | C     | Tomás O'Connor        |
| 31 | Argentina (bandiera) | C     | Federico Navarro      |
| 32 | Argentina (bandiera) | D     | Emanuel Coronel       |
| 33 | Argentina (bandiera) | D     | Juan Manuel Elordi    |
| 44 | Argentina (bandiera) | A     | Agustín Módica        |
| 45 | Argentina (bandiera) | C     | Kevin Ortiz           |
| 99 | Colombia (bandiera)  | A     | Jaminton Campaz       |

### Staff tecnico
- Ariel Holan - Allenatore
- Fabio Fernández - Allenatore in seconda
- Alexis Olariaga - Preparatore atletico